# Nick Nolte
Nicholas King Nolte (Omaha, 8 febbraio 1941) è un attore statunitense.
Ha ricevuto quattro nomination ai Golden Globe, vincendolo nel 1992 per Il principe delle maree come miglior attore in un film drammatico, e tre agli Oscar: due come miglior attore, nel 1992 per Il principe delle maree e nel 1999 per Affliction, e una come miglior attore non protagonista, nel 2012 per Warrior.
Ha recitato al fianco di Eddie Murphy in 48 ore, oltre che in Cape Fear - Il promontorio della paura di Martin Scorsese e Hulk di Ang Lee.

## Biografia
Il padre, Franklin Arthur Nolte, era di famiglia contadina, mentre la madre, Helen King, lavorava nel commercio. Il nonno paterno era di origini tedesche. Da giovane si dedica allo sport in particolare al football americano, nonostante sia stato cacciato da cinque college diversi per scarso rendimento scolastico. All'età di ventidue anni fu condannato a cinque anni di carcere - sentenza poi sospesa - per aver falsificato le cartoline di chiamata alle armi. La sua carriera artistica inizia sul palcoscenico teatrale dove è protagonista di molti spettacoli, ma ottiene i primi veri successi in televisione dove partecipa a svariati film e serie televisive tra cui spicca il thriller California Kid (1974).
Dopo il trasferimento a Los Angeles a metà degli anni settanta arriva l'esordio sul grande schermo Return to Macon County (1975). Nel 1976 ottiene una candidatura all'Emmy Award per la sua interpretazione nella miniserie televisiva Il ricco e il povero. Al cinema dopo le piccole partecipazioni in film d'azione come I mastini del Dallas e Cannery Row, viene diretto da Walter Hill in 48 ore (1982) in coppia con un giovane Eddie Murphy. Nel 1984 recita insieme a Katharine Hepburn nella black comedy Agenzia omicidi.

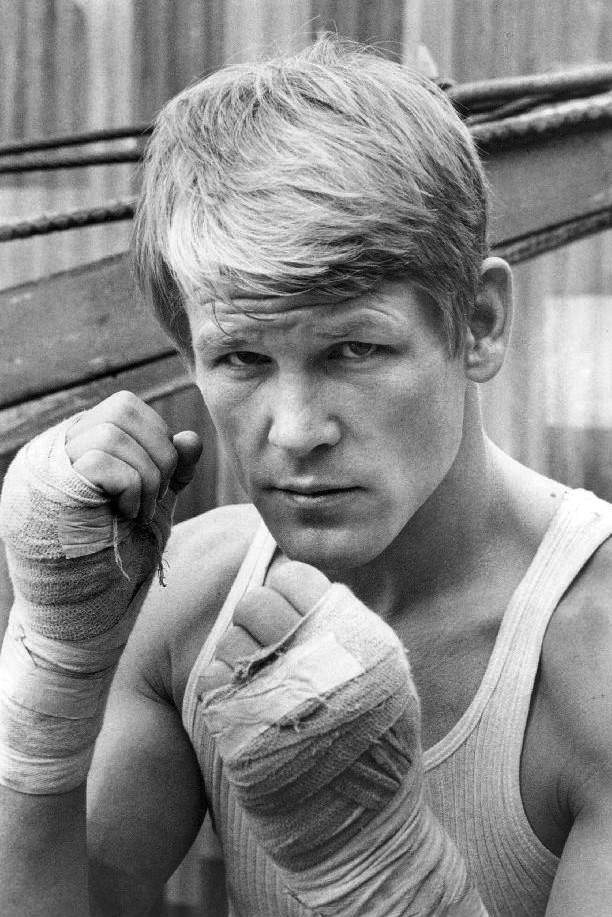
Nick Nolte nella miniserie TV Il ricco e il povero (1976)

Nonostante la versatilità dimostrata, viene spesso relegato ad un ruolo da caratterista. Recita nel ruolo di un carcerato ne Il seme della gramigna (1987), poi interpreta un ranger texano coinvolto in una sanguinosa lotta contro un boss della droga in Ricercati: ufficialmente morti diretto da Walter Hill (1987), il re di una tribù in Addio al re (1988) e un pittore protagonista in uno degli episodi che compongono New York Stories (1989) diretto da Martin Scorsese. Dopo alcuni ruoli brillanti torna al poliziesco Terzo grado (1990) di Sidney Lumet e nello stesso anno recita nel seguito di 48 ore, intitolato Ancora 48 ore, che non raggiunge il successo del primo episodio.
La consacrazione arriva con Cape Fear - Il promontorio della paura (1991) di Martin Scorsese (moderno remake de Il promontorio della paura), pellicola in cui Nolte è coprotagonista con Robert De Niro. Dopo il successo di Cape Fear è un susseguirsi di successi e collaborazioni con grandi attori e registi. Recita ne Il principe delle maree (1991) diretto da Barbra Streisand con cui si guadagna la prima nomination all'Oscar. L'anno successivo è nel cast de I protagonisti di Robert Altman, ne L'olio di Lorenzo (1992) di George Miller e in Jefferson in Paris (1995) di James Ivory. Nel 1997 è diretto da Oliver Stone in U Turn - Inversione di marcia (1997) e in Affliction, diretto da Paul Schrader, con cui si guadagna la seconda nomination all'Oscar. Nel 1998 è nel cast del bellico La sottile linea rossa di Terrence Malick. Nella pellicola offre una efficace interpretazione del duro colonnello Gordon Tall e il film viene premiato a Berlino con l'Orso d'Oro e riceve sette nomination agli Oscar 1999.
Con il nuovo millennio recita il villain David Banner nel film dedicato al supereroe della Marvel Hulk (diretto da Ang Lee) e nel drammatico Hotel Rwanda Nel 2006 è diretto da Alfonso Cuarón in uno degli episodi di Paris, je t'aime e successivamente partecipa alla commedia diretta e interpretata da Ben Stiller Tropic Thunder (2008). Sempre nel 2008, si confronta anche con un genere per lui nuovo, il fantasy: è il terribile orco di Spiderwick - Le cronache.
Nel 2011 è nel cast della divertente commedia con Kevin James, Il signore dello zoo, dove doppia uno dei personaggi, e nell'action Warrior, diretto dal regista Gavin O'Connor dove interpreta il ruolo di un ex pugile alcolizzato, con il quale conquista la sua terza nomination all'Oscar come miglior attore non protagonista. Nel 2013 partecipa ai film Cate McCall - Il confine della verità, Gangster Squad e Parker.

## Vita privata
Nolte ha divorziato tre volte. Le sue ex-mogli sono Sheila Page (attrice), Sharyn Haddad (cantante) e Rebecca Linger. Con quest'ultima ha anche avuto un figlio, Brawley Nolte (1986), attore che ha recitato nel ruolo del figlio di Mel Gibson in Ransom - Il riscatto. Nolte ha anche avuto delle relazioni con le attrici Debra Winger e Vicki Lewis.
Nel 2016, dopo 13 anni di convivenza, si è sposato con l'attrice Clytie Lane, da cui ha avuto una figlia.

### Problemi legali
Nolte ha avuto più volte problemi con la legge, causati perlopiù dal suo consumo di stupefacenti tra i quali eroina. Nel settembre 2002 Nolte fu trattenuto presso il Silver Hill Hospital (in Connecticut) in conseguenza del suo arresto per guida in stato di ebbrezza a Malibù, avvenuto alcuni giorni prima. I controlli mostrarono che l'attore si sarebbe trovato sotto l'effetto dell'acido GHB. Il 12 dicembre 2002 Nolte contestò di essersi messo alla guida sotto l'influenza della sostanza, ma fu comunque condannato a tre anni di libertà vigilata con l'obbligo di sottoporsi alle consulenze circa alcool e droga, ed ai controlli casuali necessari.

## Filmografia

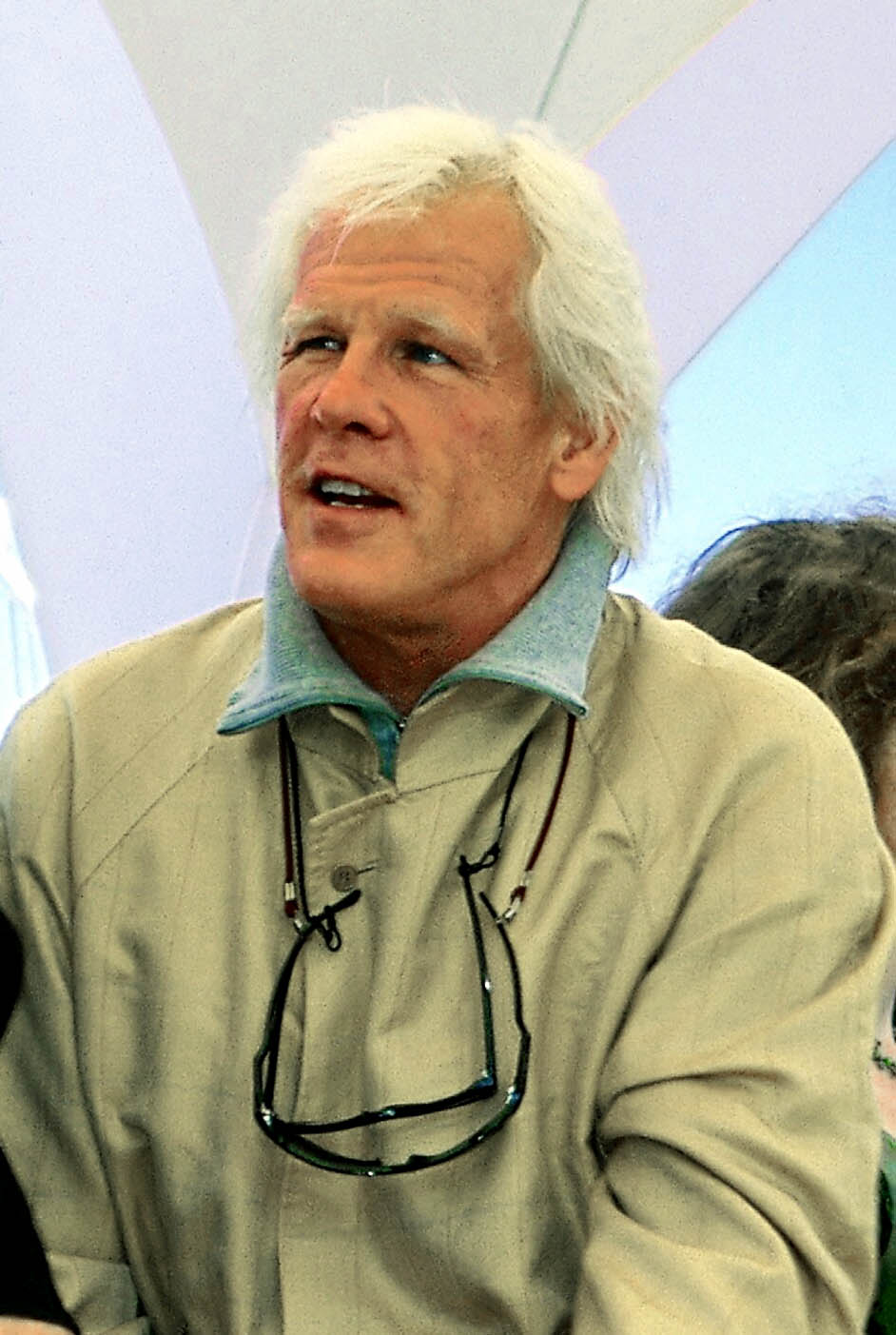
Nick Nolte a Cannes nel 2000

### Attore

#### Cinema
- Dirty Little Billy, regia di Stan Dragoti (1972) – non accreditato
- Electra Glide (Electra Glide in Blue), regia di James William Guercio (1973) – non accreditato
- Return to Macon County, regia di Richard Compton (1975)
- Abissi (The Deep), regia di Peter Yates (1977)
- I guerrieri dell'inferno (Who'll Stop the Rain), regia di Karel Reisz (1978)
- I mastini del Dallas (North Dallas Forty), regia di Ted Kotcheff (1979)
- Heart Beat, regia di John Byrum (1980)
- Cannery Row, regia di David S. Ward (1982)
- 48 ore (48 Hrs.), regia di Walter Hill (1982)
- Sotto tiro (Under Fire), regia di Roger Spottiswoode (1983)
- Agenzia omicidi (Grace Quigley), regia di Anthony Harvey (1984)
- Teachers, regia di Arthur Hiller (1984)
- Su e giù per Beverly Hills (Down and Out in Beverly Hills), regia di Paul Mazursky (1986)
- Ricercati: ufficialmente morti (Extreme Prejudice), regia di Walter Hill (1987)
- Il seme della gramigna (Weeds), regia di John D. Hancock (1987)
- In fuga per tre (Three Fugitives), regia di Francis Veber (1989)
- Addio al re (Farewell to the King), regia di John Milius (1989)
- New York Stories, episodio Lezioni dal vero, regia di Martin Scorsese (1989)
- Alla ricerca dell'assassino (Everybody Wins), regia di Karel Reisz (1990)
- Terzo grado (Q&A), regia di Sidney Lumet (1990)
- Ancora 48 ore (Another 48 Hrs.), regia di Walter Hill (1990)
- Cape Fear - Il promontorio della paura (Cape Fear), regia di Martin Scorsese (1991)
- Il principe delle maree (The Prince of Tides), regia di Barbra Streisand (1991)
- I protagonisti (The Player), regia di Robert Altman (1992) - cameo
- L'olio di Lorenzo (Lorenzo's Oil), regia di George Miller (1992)
- Una figlia in carriera (I'll Do Anything), regia di James L. Brooks (1994)
- Blue Chips - Basta vincere (Blue Chips), regia di William Friedkin (1994)
- Inviati molto speciali (I Love Trouble), regia di Charles Shyer (1994)
- Jefferson in Paris, regia di James Ivory (1995)
- Scomodi omicidi (Mulholland Falls), regia di Lee Tamahori (1996)
- Confessione finale (Mother Night), regia di Keith Gordon (1996)
- Nightwatch - Il guardiano di notte (Nightwatch), regia di Ole Bornedal (1997)
- Afterglow, regia di Alan Rudolph (1997)
- U Turn - Inversione di marcia (U Turn), regia di Oliver Stone (1997)
- Affliction, regia di Paul Schrader (1997)
- La sottile linea rossa (The Thin Red Line), regia di Terrence Malick (1998)
- La colazione dei campioni (Breakfast of Champions), regia di Alan Rudolph (1999)
- Inganni pericolosi (Simpatico), regia di Matthew Warchus (1999)
- The Golden Bowl, regia di James Ivory (2000)
- Trixie, regia di Alan Rudolph (2000)
- Sesso ed altre indagini (Investigating Sex), regia di Alan Rudolph (2002)
- Triplo gioco (The Good Thief), regia di Neil Jordan (2002)
- Northfork, regia di Michael Polish (2003)
- Hulk, regia di Ang Lee (2003)
- Un bellissimo paese (The Beautiful Country), regia di Hans Petter Moland (2004)
- Clean, regia di Olivier Assayas (2004)
- Hotel Rwanda, regia di Terry George (2004)
- Neverwas - La favola che non c'è (Neverwas), regia di Joshua Michael Stern (2005)
- Parc Monceau, episodio Paris, je t'aime, regia di Alfonso Cuarón (2006)
- La forza del campione (Peaceful Warrior), regia di Victor Salva (2006)
- Alcuni giorni in settembre (Quelques jours en septembre), regia di Santiago Amigorena (2006)
- Off the Black - Gioco forzato (Off the Black), regia di James Ponsoldt (2006)
- Spiderwick - Le cronache (The Spiderwick Chronicles), regia di Mark Waters (2008)
- I misteri di Pittsburgh (The Mysteries of Pittsburgh), regia di Rawson Marshall Thurber (2008)
- Tropic Thunder, regia di Ben Stiller (2008)
- My Horizon, regia di Matt Tromans – cortometraggio (2009)
- My Own Love Song, regia di Olivier Dahan (2010)
- Arcadia Lost, regia di Phedon Papamichael (2010)
- Arturo (Arthur), regia di Jason Winer (2011)
- Warrior, regia di Gavin O'Connor (2011)
- A Puerta Fría, regia di Xavi Puebla (2012)
- La regola del silenzio - The Company You Keep (The Company You Keep), regia di Robert Redford (2012)
- Gangster Squad, regia di Ruben Fleischer (2013)
- Parker, regia di Taylor Hackford (2013)
- Cate McCall - Il confine della verità (The Trials of Cate McCall), regia di Karen Moncrieff (2013)
- A spasso nel bosco (A Walk in the Woods), regia di Ken Kwapis (2015)
- Run All Night - Una notte per sopravvivere (Run All Night), regia di Jaume Collet-Serra (2015) – cameo non accreditato
- Return to Sender - Restituire al mittente (Return to Sender), regia di Fouad Mikati (2015)
- The Ridiculous 6, regia di Frank Coraci (2015)
- Padre (The Padre), regia di Jonathan Sobol (2018)
- Un viaggio indimenticabile (Head Full of Honey), regia di Til Schweiger (2018)
- Attacco al potere 3 - Angel Has Fallen (Angel Has Fallen), regia di Ric Roman Waugh (2019)
- Last Words, regia di Jonathan Nossiter (2020)
- Blackout, regia di Sam Macaroni (2022)
- Die, My Love, regia di Lynne Ramsay (2025)

#### Televisione
- Disneyland – serie TV, episodio 16x04 (1969)
- Griff – serie TV, episodio 1x01 (1973)
- Cannon – serie TV, 1 episodio (1973)
- Le strade di San Francisco (The Streets of San Francisco) – serie TV, episodio 2x18 (1974)
- Squadra emergenza (Emergency!) – serie TV, episodio 3x19 (1974)
- A tutte le auto della polizia (The Rookies) – serie TV, episodio 2x18 (1974)
- Medical Center – serie TV, episodi 5x04-5x21 (1973-1974)
- Toma – serie TV, episodio 1x17 (1974)
- Chopper One – serie TV, episodio 1x13 (1974)
- Winter Kill, regia di Jud Taylor – film TV (1974)
- The California Kid, regia di Richard T. Heffron – film TV (1974)
- Death Sentence, regia di E.W. Swackhamer – film TV (1974)
- Gunsmoke – serie TV, episodio 20x09 (1974)
- Barnaby Jones – serie TV, episodi 2x21-3x14 (1974-1975)
- The Runaway Barge, regia di Boris Sagal – film TV (1975)
- Adams of Eagle Lake – serie TV, episodi 1x01-1x02 (1975)
- Il ricco e il povero (Rich Man, Poor Man), regia di David Greene e Boris Sagal – miniserie TV (1976)
- Independent Lens – serie TV, episodio 10x01 (2008)
- Luck – serie TV, 9 episodi (2011-2012)
- Gracepoint – serie TV, 6 episodi (2014)
- Graves – serie TV, 20 episodi (2016-2017)
- Paradise Lost– serie TV, 10 episodi (2020)

### Doppiatore
- Northville Cemetery Massacre, regia di William Dear e Thomas Van Dyke (1976) – non accreditato
- La gang del bosco (Over the Hedge), regia di Tim Johnson e Karey Kirkpatrick (2006)
- Chicago 10, regia di Brett Morgen – documentario (2007)
- Cani & gatti - La vendetta di Kitty (Cats & Dogs: The Revenge of Kitty Galore), regia di Brad Peyton (2010)
- Il signore dello zoo (The Zookeeper), regia di Frank Coraci (2011)
- Ultimate Rush – programma TV, 16 puntate (2011-2012)
- Noah, regia di Darren Aronofsky (2014)
- Asthma, regia di Jake Hoffman (2014)
- The Mandalorian – serie TV, episodi 1x01-1x02-1x07 (2019)

## Riconoscimenti
- Premio Oscar
  - 1992 – Candidatura per il miglior attore protagonista per Il principe delle maree
  - 1999 – Candidatura per il miglior attore protagonista per Affliction
  - 2012 – Candidatura per il miglior attore non protagonista per Warrior
- Golden Globe
  - 1977 – Candidatura per il miglior attore in una serie drammatica per Il ricco e il povero
  - 1988 – Candidatura per il miglior attore in un film drammatico per Il seme della gramigna
  - 1992 – Miglior attore in un film drammatico per Il principe delle maree
  - 1999 – Candidatura per il miglior attore in un film drammatico per Affliction
- Screen Actors Guild Awards
  - 1999 – Candidatura per il miglior attore cinematografico per Affliction
  - 2011 – Candidatura per il miglior attore non protagonista cinematografico per Warrior
- San Diego Film Critics Society Awards
  - 2011 – Miglior attore non protagonista per Warrior

## Doppiatori italiani
Nelle versioni in italiano delle opere in cui ha recitato, Nick Nolte è stato doppiato da:
- Paolo Buglioni in Heart Beat, Addio al re, New York Stories, Ancora 48 ore, Blue Chips - Basta vincere, Inviati molto speciali, Affliction, La sottile linea rossa, Inganni pericolosi, The Golden Bowl, Sesso ed altre indagini, Hulk, La forza del campione, Alcuni giorni in settembre, La regola del silenzio - The Company You Keep, A spasso nel bosco, Return to Sender - Restituire al mittente, The Ridiculous 6, Padre, Blackout
- Luciano De Ambrosis in Agenzia omicidi, Cape Fear - Il promontorio della paura, Il principe delle maree, L'olio di Lorenzo, Una figlia in carriera, Scomodi omicidi, U Turn - Inversione di marcia, Arturo, Luck
- Stefano De Sando ne La colazione dei campioni, Trixie, Hotel Rwanda, I misteri di Pittsburgh, Tropic Thunder, Spiderwick - Le cronache, Graves, Un viaggio indimenticabile, Attacco al potere 3 - Angel Has Fallen
- Glauco Onorato in 48 ore, Teachers, Terzo grado
- Mario Cordova in Alla ricerca dell'assassino, Jefferson in Paris, Neverwas - La favola che non c'è
- Oreste Rizzini in Nightwatch - Il guardiano di notte, Triplo gioco
- Ugo Maria Morosi in Warrior, Gangster Squad
- Claudio Capone ne Il ricco e il povero
- Luciano Melani in Abissi
- Giancarlo Maestri ne I guerrieri dell'inferno
- Vittorio Di Prima in Sotto tiro
- Paolo Poiret in Su e giù per Beverly Hills
- Carlo Sabatini in Ricercati: ufficialmente morti
- Ambrogio Colombo in In fuga per tre
- Luca Biagini in Confessione finale
- Massimo Corvo in Afterglow
- Rodolfo Bianchi in Un bellissimo paese
- Adalberto Maria Merli in Clean
- Carlo Marini in Off the Black - Gioco forzato
- Sergio Troiano in Parker
- Giorgio Lopez in Cate McCall - Il confine della verità
- Angelo Nicotra in Run All Night - Una notte per sopravvivere

Da doppiatore è sostituito da:
- Paolo Buglioni ne Il signore dello zoo, Noah
- Claudio Fattoretto ne La gang del bosco
- Massimo Corvo in Cani & gatti - La vendetta di Kitty
- Ennio Coltorti in The Mandalorian